# ひとりぽっちのダービー
「ひとりぽっちのダービー」は、日本のシンガーソングライターのさだまさしが、友人である的場均騎手の1000勝を記念して作った歌。
的場自らレコーディングしてシングルCD（レコード品番：JRF-01）を作成、的場の1000勝の記念品として関係者に配布されたが、これは市販されていない。
さだのアルバム『おもひで泥棒』には、さだが歌ったものが収録されている。
歌の中に実際のレース実況が挿入されており、さだ版はタイトルにちなみナリタブライアンが勝利した1994年日本ダービー（実況は文化放送の長谷川太）が、的場版は本人がライスシャワーに騎乗して勝利した1993年の天皇賞（春）が用いられている。
さだが鳥取砂丘で見たシェフトという名の使役馬（元中央競馬所属のタカイサミ・生涯戦績7戦0勝）の美しさに感動し、この歌のモデルとなった。一千勝記念に一度も勝てなかった馬の歌を贈るのはどうかとも悩んだが、馬を大事にする的場ならわかってくれると信じて作ったという。

## 的場均版シングル収録曲
1. ひとりぽっちのダービー
2. ひとりぽっちのダービー（カラオケ）